# Sauzon

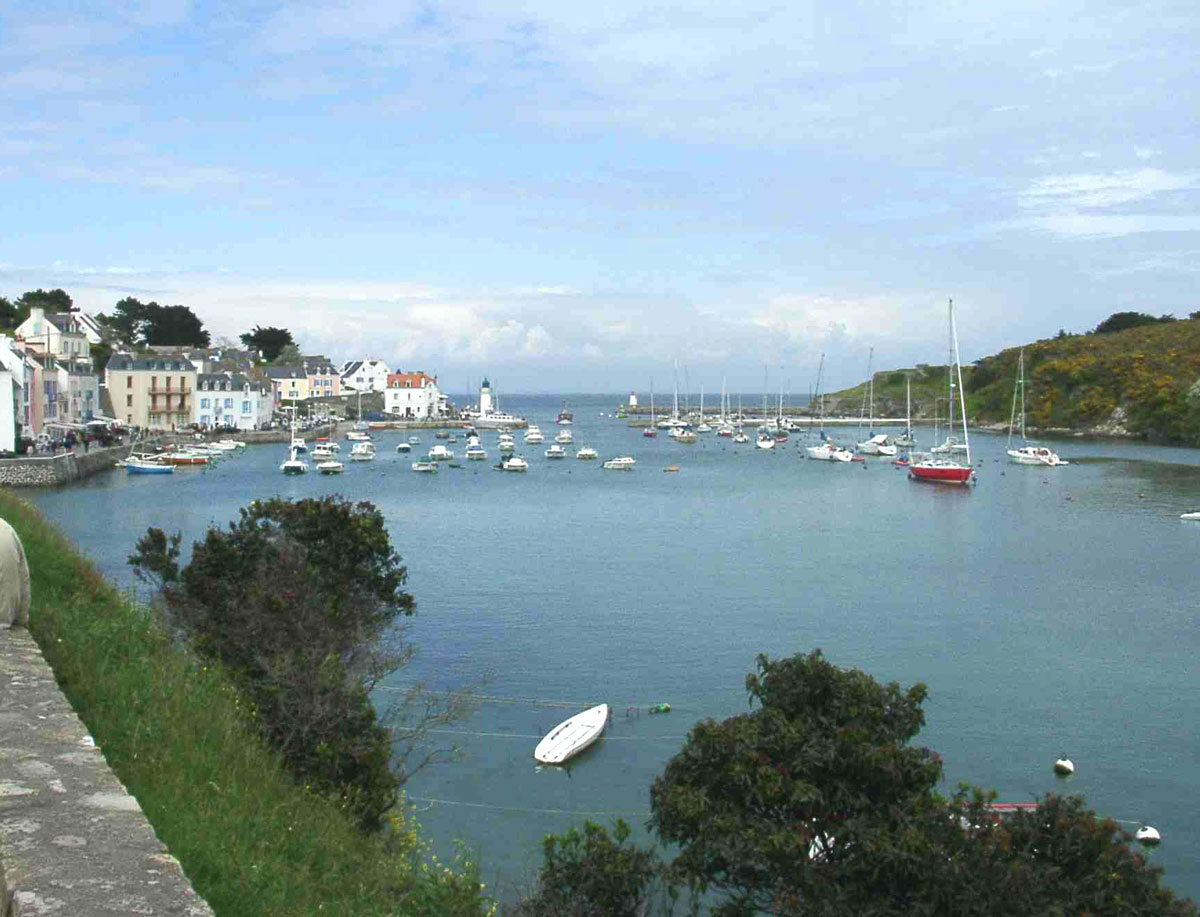
Vista de la comuna

Sauzon (en idioma bretón Saozon) es una comuna francesa del departamento de Morbihan en la región de Bretaña.
Este pueblo de pescadores se encuentra situada en la isla de Belle-Île-en-Mer, donde su pintoresco paisaje, muy apreciado por los turistas, le vale aparecer en la lista de les plus beaux villages de France.

## Demografía
| 1604 | 1514 | 1277 | 1153 | 819 | 778 | 707 | 621 | 566 | 563 | 701 | 835 |
| Para los censos de 1962 a 1999 la población legal corresponde a la población sin duplicidades (Fuente: INSEE [Consultar]) |      |      |      |     |     |     |     |     |     |     |     |